# Buddhistischer Katechismus

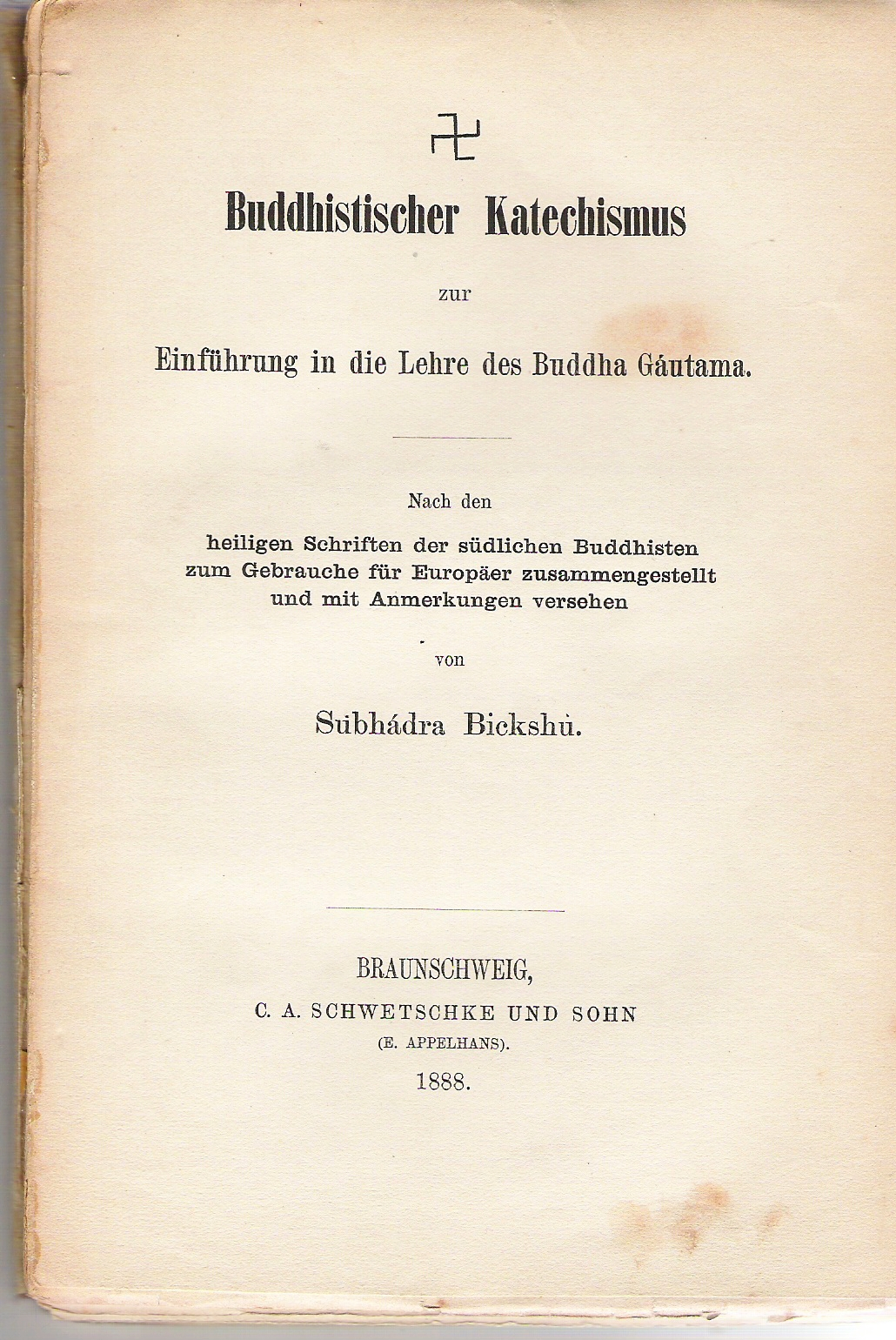
Buddhistischer Katechismus 1888

Unter dem Titel „Buddhistischer Katechismus zur Einführung in die Lehre des Buddha Gautama.“ erschien 1888 ein 88 Seiten umfassendes Büchlein mit einem Vorwort (3 Seiten) des Autors Subhadra Bickshu, des Pseudonyms von Friedrich Zimmermann.
Der Titel, den schon Henry Steel Olcott für seine Einführung in den Buddhismus verwendet hatte (engl. Buddhist Catechism, 1881) und der in der deutschen Übersetzung von Erich Bischoff „Der Buddhistische Katechismus“ (Leipzig 1887) hieß, schien auch dem begeisterten Buddhisten Zimmermann als Titel sehr geeignet, obwohl er dem christlichen Kontext entliehen war, aber ebendiesem grundlegenden und umfassenden Anspruch einer Einführung in den Buddhismus für Europäer gerecht zu werden schien. Zimmermann nimmt auch in seinem Vorwort Bezug auf den Katechismus Olcotts, der „ursprünglich nur für den ersten Unterricht singhalesischer und birmanischer Kinder bestimmt war und daher naturgemäss den Ansprüchen gebildeter europäischer Leser nicht ganz gerecht werden konnte …“ und begründet damit die Notwendigkeit seines Werkes.
Die rasch aufeinander folgenden Neuauflagen bis 1908 sehen kleinere Veränderungen und zeigen den relativ großen Bedarf an einem derartigen Werk. Im Vorwort zur sechsten bis achten Auflage setzt sich Zimmermann auch mit dem positiven und negativen Echo auf sein Büchlein auseinander und ist stolz auf den Diskurs, den er entfacht hat: „Wenn jetzt die sechste Auflage des Katechismus erscheinen kann, wenn in der kurzen Zeit bereits eine ganze Reihe von Schriftstellern für und wider den Buddhismus in Büchern, Broschüren und Aufsätzen Partei ergriffen hat, wenn überall Vergleiche zwischen Christentum und Buddhismus gezogen werden, die Kirchen besorgt auf den neuen Gegner zu blicken beginnt, und sogar Kaiser Wilhelm II. es für nötig hielt durch ein allegorisches Gemälde die europäische Christenheit zu gemeinsamem Kampfe gegen den eindringenden Buddhismus aufzurufen, so zeigt dies zur Genüge, wie genau sich des Verfassers Voraussicht bestätigt hat. Die erhabene Lehre des indischen Weisen beginnt auf alle Denkenden mächtig einzuwirken und ihre Weltanschauung umzugestalten.“
Mit dem „allegorischen Gemälde“ nimmt Zimmermann Bezug auf die Lithographie von Hermann Knackfuß „Völker Europas, wahrt eure heiligsten Güter“, von 1895, die einen Racheengel zeigt, der einer Buddhafigur gegenübersteht, die sich drohend am Horizont abzeichnet.
Und Zimmermann weiter in seinem Vorwort: „Wohl ist die von dem Buddha verkündete Wahrheit eine Zerstörerin, aber nicht der heiligsten Güter der Völker Europas, sondern des Irrthums, des Wahnes, des Aberglaubens und der geistigen und moralischen Knechtschaft, worüber in Schrecken zu geraten nur jene Ursache haben, in deren Vortheil es liegt, wenn statt des Lichtes die Finsternis herrscht.“
Auch nach dem Krieg gab es 1921 noch eine von Karl Seidenstücker durchgesehene Neuauflage von Zimmermanns Katechismus. Übersetzungen in andere Sprachen waren zahlreich, so ins Englische, Französische, Holländische, Italienische, Schwedische, Tschechische, Ungarische und sogar ins Japanische. (Seidenstücker selbst hatte bereits 1904 unter seinem Pseudonym Bruno Freydank einen eigenen 30 Seiten umfassenden Katechismus unter dem Titel „Kleiner buddhistischer Katechismus“ herausgebracht. Ab 1908 war er auch für die Neuausgabe des Olcott'schen Katechismus in deutscher Sprache verantwortlich.)
Für zahlreiche Buddhisten des 20. Jahrhunderts steht Zimmermanns „Buddhistischer Katechismus“ am Anfang ihres Einschwenkens auf den „Mittleren Pfad“. (so z. B. Friedrich Fenzl: „Ein kleines, abgegriffenes und verstaubtes Bändchen, das mir in den frühen fünfziger Jahren in einer Salzburger Studienbibliothek in die Hände fiel, bestimmte meinen weiteren Lebensweg. Es war eine Ausgabe des berühmten Buddhistischen Katechismus von Subhadra Bhikshu (Friedrich Zimmermann). Das Büchlein war 1888 erstmals erschienen und ist heute nicht einmal mehr im Antiquariatsbuchhandel erhältlich. Ich begann mich mit dieser fernöstlichen Religion zu beschäftigen.“)